# Fledermausquartiere in der Festung Marienberg
Fledermausquartiere in der Festung Marienberg este o arie protejată (arie specială de conservare — SAC, sit de importanță comunitară — SCI) din Germania întinsă pe o suprafață de 12,53 ha, integral pe uscat.

## Localizare
Centrul sitului Fledermausquartiere in der Festung Marienberg este situat la coordonatele 49°47′23″N 9°55′10″E / 49.7897°N 9.9194°E.

## Înființare
Situl Fledermausquartiere in der Festung Marienberg a fost declarat sit de importanță comunitară în martie 2001 pentru a proteja 2 specii de animale. Situl a fost protejat și ca arie specială de conservare în aprilie 2016.

## Biodiversitate
Situată în ecoregiunea continentală, aria protejată nu include niciun habitat protejat.
La baza desemnării sitului se află mai multe specii protejate de  mamifere (2): liliac cârn (Barbastella barbastellus), liliac comun (Myotis myotis).
Pe lângă speciile protejate, pe teritoriul sitului au mai fost identificate 3 specii de mamifere.